# Maelrhys
Maelrhys es honrado como un Santo en la isla Bardsey en Gales. 
Maelrhys era probablemente de origen bretón, pero poco más se sabe de él, más allá de los registros populares de culto y locales.
San Maelrhys es conmemorado el 1 de enero por la Iglesia en Gales, las comunidades ortodoxas de rito occidental y la Iglesia católica.